# Yoshi
Cet article concerne le personnage de jeu-vidéo. Pour l'article sur le tigre à dents de sabre, voir Yoshi (genre).
Yoshi (ヨッシー, Yosshī) est un personnage fictif de jeu vidéo créé par le japonais Shigefumi Hino. Il apparaît dans les jeux vidéo édités par Nintendo, d'abord dans la série Super Mario où il accompagne Mario et Luigi, puis dans sa propre série avec, entre autres, Super Mario World 2: Yoshi's Island. Il fait également des apparitions dans plusieurs séries spin-off telles que Mario Party, Mario Kart et Super Smash Bros..
Initialement, Yoshi se présente sous la forme d'un dinosaure. Par extension, son nom désigne aussi une espèce animale qui peut avoir d'autres couleurs. Il peut avoir une teinte bleu clair ou foncé, orange, verte, jaune, rose, violette, brune, noire, blanche ou  rouge, mais la plus connue reste la verte.
Le mot « Yoshi » (良し ou よし) en japonais signifie : « oui », « bien », « super », « chance » (et autres mots positifs).

## Origine du personnage

### Création
À l'origine, Shigeru Miyamoto souhaitait donner une monture à Mario dès la NES mais les capacités techniques de la console ne le permettaient pas. Certains croquis d'époque montrent Mario chevauchant une créature élancée, plus proche d'un Gastornis que du reptile rondouillard qui finira par apparaître sur Super Nintendo. Ce design était vraisemblablement inspiré des oiseaux-chevaux apparus dans Nausicaä de la vallée du vent sorti en 1984, soit un an avant Super Mario Bros., et qui servit également d'inspiration à Hironobu Sakaguchi lors de la création du Chocobo.
Un document préparatoire de Super Mario World indique que son nom complet serait « T. Yoshisaur Munchakoopas » (en référence, à la fois, au dinosaure T. Rex et à l'appétit des Yoshis, « Munchakoopas » pouvant se traduire par « macheur de Koopas »). Longtemps passé inaperçu, ce document est revenu à l'attention des médias spécialisés en 2014, popularisant le terme auprès des joueurs.

### Biographie fictive
Yoshi menait une vie paisible sur l'île des Yoshis lorsqu'il sauva par hasard Bébé Mario en tombant du ciel. Le sorcier Kamek (anciennement Magikoopa) venait en effet d'intercepter la cigogne le transportant lui et son frère Bébé Luigi vers leurs parents, ayant prédit qu'ils seraient une menace pour son maître Bébé Bowser dans le futur. Après un conseil avec les autres Yoshis pour savoir ce qu'il faudrait faire, il fut décidé d'aller sauver le frère des mains de Kamek grâce à une carte perdue par la cigogne et un étrange lien semblant relier les deux bébés, et un grand relais de Yoshis fut donc mis en place afin de les réunir. Après avoir vaincu bébé Bowser et Kamek grâce au Yoshi vert, la cigogne amena les jumeaux à un couple qui s'avéra ne pas être le bon, et Yoshi dut reprendre du service pour retrouver les vrais parents. Après ces événements, Yoshi dut à nouveau sauver bébé Luigi et plusieurs autres bébés lorsque Kamek attaqua la crèche où ils étaient gardés dans Yoshi's Island DS (ce jeu pose néanmoins des problèmes de continuité, puisqu'on y trouve à la fois bébé Mario et bébé Donkey Kong, alors que ce dernier est censé être le petit-fils de Cranky Kong, celui que Mario affronte dans le Donkey Kong original).
Dans Yoshi's Story, Bébé Bowser, jaloux de la bonne humeur des Yoshis, décida de voler l'Arbre du Bonheur, un arbre aux fruits magiques apportant la joie chez les Yoshis, ce qui les déprima au plus haut point. Seuls 6 nouveau-nés à peine éclos échappèrent à la grande dépression, et décidèrent d'aller récupérer l'arbre des griffes de Bowser. Il n'est jamais précisé si le Yoshi vert de ce jeu est le même que dans les autres jeux ni si l'histoire se déroule avant ou après Yoshi's Island (Bowser semblait ne pas connaître les Yoshis dans ce jeu). L’esthétique générale de livre pop-up pourrait indiquer qu'il ne s'agit que d'un conte et que l'histoire serait « non-canonique ». Il en va de même pour Yoshi's Woolly World et son esthétique laineuse, dans lequel Kamek « détricote » tous les Yoshis mis à part le vert et le rouge, qui doivent alors récupérer leurs pelotes au travers de différents mondes.
Yoshi fait sa première apparition dans un jeu dans le niveau 1-2 de Super Mario World sur Super Nintendo, sorti en 1990 au Japon et deux ans plus tard en Europe. Lui et ses semblables ont été capturés par Bowser lorsque celui-ci a pris possession de l'Île des Dinosaures et enfermés dans leur propres œufs, et sept bébés ont été enlevés et sont retenus par les Koopalings. En tapant dans certains blocs [?], Mario peut faire apparaître un œuf qui s'ouvre immédiatement, libérant un Yoshi vert. Dans une zone spéciale du jeu, des Yoshis d'autres couleurs peuvent également être trouvés. Après avoir vaincu Bowser et ses sbires et sauvé tous les œufs et la princesse Peach, Mario et Yoshi ramenèrent les œufs à leurs parents qui se mirent alors à éclore devant eux. Depuis ces retrouvailles, l’espèce des Yoshis aide régulièrement Mario dans ses aventures, en particulier le Yoshi vert par qui tout avait commencé.

### Débuts (ère SNES, 1990 - 1995)

Yoshi apparaît pour la première fois dans Super Mario World, sorti le 21 novembre 1990 au Japon.

Après sa première apparition dans Super Mario World, Yoshi connu un pic de popularité auprès des joueurs qui poussa Nintendo a réaliser rapidement plusieurs spin-offs sur le personnage. S’enchaînèrent donc plusieurs jeux de puzzle le mettant en scène, tout d'abord Mario and Yoshi (sobrement intitulé Yoshi aux États-Unis) sur NES et Game Boy puis Yoshi's Cookie sur les mêmes consoles plus la Super Nintendo. En 1993, le jeu Yoshi's Safari sort sur Super Nintendo ; malgré le titre, Yoshi n'a en réalité qu'un rôle mineur, servant simplement de monture au joueur (Mario) tirant à la première personne grâce au Super Scope. Dans la compilation/remake Super Mario All-Stars, l'un des rois transformés de Super Mario Bros. 3 est métamorphosé en Yoshi (celui-ci n'ayant pas encore été créé à l'époque du jeu d'origine). La surexploitation du personnage sur une si courte période est même référencée de façon humoristique dans le jeu The Legend of Zelda: Link's Awakening dans lequel, après que Link a obtenu une peluche de Yoshi, le jeu déclare « On le voit dans tous les jeux, celui-là ! ». Dans Donkey Kong Country 2 sorti sur SNES en 1995, Yoshi est cité par Cranky Kong comme le 3e plus grand héros Nintendo derrière Mario et Diddy kong.
La popularité de Yoshi atteint son paroxysme avec la sortie de Super Mario World 2 qui délaisse quasi complètement le gameplay habituel de Mario pour un nouveau basé sur Yoshi qui devient le protagoniste de l'histoire comme l'indique le sous-titre : Yoshi's Island. Les personnages de ce jeu seront par la suite utilisés dans Tetris Attack (la localisation occidentale du puzzle-game Panel de Pon) remplaçant les fées du jeu original pour capitaliser sur le succès du jeu et du personnage (ainsi que le nom Tetris). Yoshi's Island marquera le début d'une série spin-off dédiée à Yoshi en parallèle aux jeux Mario qui reviendront par la suite à un gameplay plus traditionnel.

### Suites et principales apparitions
Cette nouvelle franchise démarre néanmoins mal car Yoshi's Story, sorti en 1997 sur Nintendo 64, reçoit un accueil assez froid de la critique et des joueurs qui lui reprochent un gameplay 2D archaïque et une absence de difficulté. Le jeu restera néanmoins un jeu pivot dans la série en apportant plusieurs éléments qui resteront, dont la nouvelle voix aiguë caractéristique de Yoshi fournie par Kazumi Totaka, le compositeur du jeu qui le double depuis lors dans toutes ses apparitions. Yoshi restera donc abonné aux caméos et rôles secondaires dans les jeux Mario pendant plusieurs années, même « rétrogradé » de nouveau au rôle de monture de Mario dans Super Mario Sunshine sur Game Cube en 2002.
La réédition de Yoshi's Island sur Game Boy Advance l'année suivante et intitulée Super Mario Advance 3 suscitera à nouveau de l’intérêt pour le personnage, suffisamment pour que deux jeux soient mis en développement : Yoshi's Universal Gravitation et Yoshi Touch and Go qui finiront par sortir en 2005 respectivement sur GBA et Nintendo DS. En 2004, Yoshi est l'un des 4 personnages jouables du remake Super Mario 64 DS (aux côtés de Mario, Luigi et Wario), étant même le seul personnage jouable au début du jeu. Deux ans plus tard, une vraie suite à Yoshi's Island sort, sobrement intitulée Yoshi's Island DS, reprenant le gameplay d'origine en ajoutant des pouvoirs spécifiques au bébé que Yoshi porte sur son dos (Mario, Peach, Wario, Bowser ou Donkey Kong).
Il reprendra par la suite son rôle de monture dans New Super Mario Bros. Wii (2009, Wii), Super Mario Galaxy 2 (2010, Wii) et New Super Mario Bros. U (2012, Wii U), qui incluront quelques aspects originaux comme des fruits donnant des aptitudes spécifiques à Yoshi dans Galaxy 2 ou des bébés Yoshis cracheurs de bulles dans NSMBU. Une autre suite à Yoshi's Island sort en 2014 sur Nintendo 3DS : Yoshi's New Island, tandis qu'un autre jeu, Yoshi's Woolly World, reprenant à la fois des éléments de gameplay de Story et Island dans un univers graphique laineux, sort sur Wii U en 2015. Même année et même console, l'éditeur de niveau Super Mario Maker donne la possibilité au joueur d'inclure des Yoshis dans leur niveaux (du moins ceux utilisant le moteur de SMW et NSMBU) ; des skins de Yoshi sont également déblocables dans le jeu ou via leurs amiibos correspondants et jouables dans les niveaux SMB, Yoshi étant l'un des rares personnages ayant un design différent en fonction de l'amiibo scanné (il possède 5 variantes). Un portage de Woolly World sur 3DS verra également le jour en 2017, avec du contenu exclusif lié au personnage de Poochy qui est pour l'occasion immortalisé à son tour en amiibo laineux. Yoshi's Crafted World sort en mars 2019. Ce jeu reprend la recette de  Yoshi's Woolly World mais cette fois-ci dans un univers principalement constitué de papier et de carton.

### Jeux dérivés et rôles secondaires
Yoshi est très vite devenu un personnage « classique » de la saga Mario. Dès Super Mario Kart en 1992, il apparaît dans pratiquement tous les jeux et sagas spin-off de Mario tels que Mario Kart, Mario Golf, Mario Party, etc. Les jeux Mario dans lequel il n’apparaît pas ne serait-ce qu'en caméo relèvent véritablement de l'exception. Son espèce est également devenue une espèce récurrente dans ces jeux, apparaissant généralement dans les jeux de sport et dans des villages peuplés de Yoshis dans les jeux de rôles. De même, certains jeux permettent de changer la couleur verte de Yoshi pour plusieurs autres (notamment Mario Kart 8 grâce aux DLC).
Dans les jeux de sport, Yoshi est généralement un personnage agile et rapide. Plusieurs véhicules et courses de Mario Kart sont inspirés de lui et de son univers, les plus notables étant la Yoshimoto, une motocyclette à la forme de Yoshi réminiscent de Super Mario World (son conducteur a l'air de chevaucher un Yoshi), et le Circuit Yoshi, un circuit dont le tracé ressemble au contour d'un Yoshi de profil, apparu dans Double Dash!! puis Mario Kart DS et 8. Dans les RPG, le joueur peut rencontrer certains Yoshis particuliers, notamment Boshi (ワッシー, Wasshī) dans Super Mario RPG, un Yoshi bleu cool avec des lunettes de soleil et amateur de course, PtiYoshi (チビヨッシー, Chibiyosshī), un jeune Yoshi au look de punk qui aide Mario dans Paper Mario : La Porte millénaire et Yoob (ゲッシー, Gesshī), une créature géante créée génétiquement par les Xhampis de Mario & Luigi : Les Frères du temps. Paper Mario: Color Splash contient aussi la rare occurrence de proposer des Yoshis dans le rôle d'antagonistes, au service de Lemmy Koopa et son Cirque Émeraude. On peut également voir une statue géante d'un Sphinx Yoshi dans plusieurs titres de la série.
Yoshi est un des personnages principaux de la série Super Smash Bros. présent dans tous les jeux de la série et représentant son propre univers séparé de celui de Mario (avec un logo, des terrains et musiques spécifiques). Sur la scène e-sport de Melee, la série Yoshi est principalement représentée par le terrain Yoshi's Story qui est l'un des terrains les plus populaires des compétitions notamment grâce à la présence d'un nuage (surnommé Randall) sauvant parfois les joueurs dans des situations critiques. Le joueur professionnel Masaya « aMSa » Chikamoto est également l'un des seuls joueurs de haut niveau à utiliser Yoshi, habituellement jugé trop médiocre pour les compétitions mais avec lequel il se place honorablement dans divers tournois aux États-Unis ; lui et son Yoshi rouge se trouvent fréquemment dans le Top-100 des joueurs de Melee, voire dans le Top-30. Dans l'Émissaire Subspatial (le mode « histoire » de Brawl), Yoshi dormait paisiblement sur une souche lorsque l'armée subspatiale débarqua ; se joignant à Link qui se trouvait là par hasard, les deux finirent par tomber sur Mario et Pit. Après un quiproquo vite résolu, les deux groupes s'unirent et furent également rejoints par Kirby poursuivant Dadidou. Plus tard, le petit groupe alors en chasse du Ministre Antique se joignit au groupe de Marth pris en embuscade puis aux autres personnages afin d'affronter ensemble Tabbou. Transformé (comme tous ses camarades) en trophée par ce dernier, il sera finalement sauvé par Kirby et participera à l'assaut final sur Tabbou par delà le labyrinthe.

### Poochy
Outre ses amis du Royaume Champignon, Yoshi possède également un chien apprivoisé répondant au nom de Poochy (ポチ, Pochi), un animal joueur et très résistant capable de marcher sur des pics et de défoncer des ennemis solides. On le reconnait à son pelage tacheté, à ses grosses lèvres jaunes, à sa langue rouge, et à sa petite boule rouge sur sa queue. Sa première apparition remonte à Super Mario World 2: Yoshi's Island, où l'on peut jouer avec lui dans trois niveaux. Dans Yoshi's Wolly World, il est possible de jouer avec lui en utilisant un badge. Poochy a un jeu qui lui est consacré : Poochy & Yoshi's Wooly World sorti sur Nintendo 3DS. En cherchant bien, le joueur peut trouver Poochy dans Super Mario Odyssey : celui-ci apparaît dans plusieurs photos d'indices ou lorsque le joueur pêche avec une Lakitu dans le Pays de Bowser (une fois péché, il donne une lune au joueur). C'est la première fois que Poochy apparaît officiellement dans un jeu de la série Super Mario. Selon les pays, Poochy change de nom : en français, il se nomme Poochy (en transcription du mot japonais) ou « Milou » (en référence au chien de Tintin), en allemand, Poochy est appelé « Schnuffel », en chinois on le nomme « Bùqi » et les Japonais l'appellent Pochi, qui est un nom de chien très commun au Japon. Dans Minecraft Wii U Edition avec le pack Super Mario, les loups sont remplacés par Poochy. Il fait également plein d'autres petites apparitions comme dans Tetris Attack ou dans Mario Kart: Double Dash!! où il y fait un caméo comme attraction de fond sur le circuit Parc Baby. Enfin, il a été introduit pour la première fois en tant que personnage jouable dans Mario Kart Tour.

### Autres médias et caméos
Yoshi apparaît dans la série animée Super Mario World, remplaçant Toad des précédentes séries en tant que quatrième personnage et comic relief (bien que les deux personnages aient été doublés par Jean-Marco Montalto). Le personnage dans la série prend beaucoup de libertés avec le jeu (tout comme le reste de la série, situé sur une île peuplée d'hommes préhistoriques) ; Yoshi est le seul membre visible de son espèce, d'un naturel enfantin voire puéril par occasion. Il est poltron, glouton et se met régulièrement dans des situations difficiles dont doivent le dépêtrer les plombiers, bien qu'il soit parfois d'une grande aide pour contrer Bowser. Dans le dernier épisode, il est expliqué que c'est Luigi qui découvrit l’œuf de Yoshi par hasard et l'adopta, ce dernier l'ayant pris pour sa mère après avoir éclos devant lui.
Dans le film Super Mario Bros.., Yoshi est un habitant du monde souterrain peuplé de reptiles du film. Animal domestique maltraité de Bowser, il finira par aider Daisy à s'échapper après que les deux se seront liés d'amitié. Il est dans ce film d'une apparence réaliste (proche d'un raptor de Jurassic Park) mais également assez petit. Si le film a reçu un mauvais accueil critique général, l'animatronique de Yoshi a souvent été salué pour sa qualité.
Tout comme le reste des personnages de la licence, Yoshi a eu de nombreux produits dérivés à son effigie (peluches, tee-shirts, etc.) notamment sur le Club Nintendo. Un amiibo de Yoshi fut réalisé pour la sortie de Super Smash Bros. for Wii U et un autre pour celle de Mario Party 10, prévus pour être également compatibles avec plusieurs autres titres dont notamment Mario Kart 8 et Yoshi's Woolly World. Pour la sortie de ce dernier, une série d'amiibos Yoshi recouverts de laines fut commercialisée.
Yoshi est aujourd'hui une icône populaire et reconnaissable au même titre que Mario, et des références à ce personnage sont disséminés dans de nombreux titres Nintendo non liés à l'univers Mario tels que la série Animal Crossing et The Legend of Zelda: Link's Awakening, notamment son œuf à pois caractéristique ; Yoshi's Cookie sert d’esthétique au mode puzzle de Tetris DS. Il apparaît également dans plusieurs jeux non-Nintendo, à titre de promotion : des figurines de Yoshi apparaissent dans Metal Gear Solid: Twin Snakes et Metal Gear Solid 3D, ce dernier affirmant que Yoshi était de plus en plus populaire en Union soviétique (soit 30 ans avant sa première apparition). C'est un personnage disponible dans Scribblenauts Unlimited, tout comme plusieurs autres objets et personnage des séries Mario et Zelda, et il apparaît dans un DLC bonus de Sonic Lost World dans lequel Sonic doit libérer des œufs de Yoshi. Sur une autre note, le jeu vidéo Croc: Legend of the Gobbos était à l'origine prévu pour être un jeu de plate-forme Yoshi pour la Nintendo 64 dans la même veine que Super Mario 64, mais Nintendo refusa le prototype que leur proposa Argonaut Games (qui avait auparavant aidé Nintendo sur plusieurs jeux Super FX de la SNES dont StarFox). L'annulation de ce jeu et de plusieurs jeux SNES dont StarFox 2 auparavant poussa Argonaut à mettre fin à leur partenariat avec Nintendo et le prototype fut retravaillé en Croc.
Yoshi est régulièrement sujet de parodies dans divers séries, webcomics et cartoons amateurs sur des sites tels que YouTube, Dorkly et Newgrounds. Dans un épisode de Robot Chicken, il est dévoré par des zombies après s'être retrouvé par inadvertance à Raccoon City. Il a gagné son duel contre Riptor dans la websérie Death Battle, la versatilité de son arsenal offensif ayant surpassé la force brute du personnage de Killer Instinct. Dans Super Mario Bros. Z, il est l'un des personnages principaux aux côtés de Mario, Luigi, Sonic et Shadow ; il accompagne l'équipe dans leur quête des Émeraudes du Chaos depuis sa défaite contre Mecha Sonic. Le design de Yoshi et ses capacités ont également été une source d'inspiration plus ou moins officieuse lors de la création d'autres personnages à travers divers médias comme Sylvia dans Wander, les Louies et Terras de la série Bomberman (notamment présent dans Fantasy Race) ou encore Stevonnie dans la série Steven Universe qui utilise son pouvoir de flottaison de la même manière que le double saut de Yoshi.
Un élément régulièrement parodié sur Internet est la capacité qu'a Mario de sauter d'un Yoshi "en marche" et ainsi bénéficier d'un saut supplémentaire, par exemple s'il tombe dans un trou, ce qui a été vu comme un acte de lâcheté et de trahison envers sa monture. Pour contrer cela, plusieurs artistes ont repris l'histoire à l'envers en imaginant Yoshi se sacrifiant en expulsant Mario pour qu'il survive la chute. Un certain niveau de Super Mario Maker créé par l'animateur australien Ross O'Donovan (en) et intitulé "YOU ARE A MONSTER" dans lequel le joueur doit tuer plusieurs Yoshis afin de finir le niveau, ainsi qu'une vidéo montrant un internaute finissant ledit niveau sans qu'aucun Yoshi ne meure, attirèrent l'attention de plusieurs sites spécialisés,,.
Dans le film d'animation Super Mario Bros. le film, divers Yoshis font une courte apparition quand Mario et la Princesse Peach partent en voyage. Dans la scène post-générique du film, un œuf de Yoshi vert est vu entrain d'éclore dans les égouts de Brooklyn, ce qui laisse supposer qu'une suite avec Yoshi parmi les personnages principaux est prévue.

## Apparitions de Yoshi
- 1990 : Super Mario World - SNES
- 1991 : Mario & Yoshi - NES & Game Boy
- 1992 : Mario Paint - SNES
- 1992 : Super Mario Kart - SNES
- 1992 : Yoshi's Cookie - NES, SNES & Game Boy
- 1992 : Mario a disparu - MS-DOS, SNES, NES
- 1993 : Yoshi's Safari - SNES
- 1993 : Mario & Wario - SNES
- 1993 : Mario's Time Machine - MS-DOS, SNES, NES
- 1994 : Super Mario All Stars + Super Mario World - SNES
- 1995 : Mario's Tennis - Virtual Boy
- 1995 : Super Mario World 2: Yoshi's Island - SNES
- 1995 : Mario Clash - Virtual Boy (caméo)
- 1995 : Donkey Kong Country 2: Diddy's Kong Quest - SNES (caméo)
- 1996 : Super Mario RPG: Legend of the Seven Stars - SNES
- 1996 : Super Mario 64 - N64
- 1996 : Tetris Attack - SNES & GameBoy
- 1996 : Mario Kart 64 - N64
- 1997 : Game & Watch Gallery - Game Boy
- 1997 : Game and Watch Gallery 2 - Game Boy & Game Boy Color
- 1997 : Yoshi's Story - N64
- 1998 : Mario Party - N64
- 1999 : Super Smash Bros -  N64
- 1999 : Game & Watch Gallery 3 - Game Boy Color
- 1999 : Super Mario Bros. Deluxe - Game Boy Color
- 1999 : Mario Golf - N64 & Game Boy Color
- 1999 : Mario Party 2 - N64
- 2000 : Mario Tennis - N64 & Game Boy Color
- 2000 : Paper Mario - N64
- 2000 : Mario Party 3 - N64
- 2001 : Mario Kart Super Circuit - Game Boy Advance
- 2001 : Super Smash Bros. Melee - GameCube
- 2001 : Super Mario Advance 2: Super Mario World - Game Boy Advance
- 2002 : Super Mario Sunshine - GameCube
- 2002 : Super Mario Advance 3: Super Mario World 2: Yoshi's Island - Game Boy Advance
- 2002 : Mario Party 4 - GameCube
- 2002 : Game & Watch Gallery 4 - Game Boy Advance
- 2003 : Nintendo Puzzle Collection - GameCube
- 2003 : Mario Golf: Toadstool Tour - GameCube
- 2003 : Mario Kart Double Dash - GameCube
- 2003 : Mario Party 5 - GameCube
- 2003 : Mario and Luigi: Superstar Saga - Game Boy Advance
- 2004 : Mario Golf: Advance Tour - Game Boy Advance
- 2004 : Paper Mario: La Porte millénaire - GameCube
- 2004 : Mario Power Tennis - GameCube-Wii
- 2004 : Mario Party 6 - GameCube
- 2004 : Super Mario 64 DS - DS
- 2004 : Yoshi's Universal Gravitation - Game Boy Advance
- 2005 : Mario Party Advance - Game Boy Advance
- 2005 : Yoshi Touch & Go - DS
- 2005 : Mario Superstar Baseball - GameCube
- 2005 : Mario Kart Arcade GP - Arcade
- 2005 : Mario Party 7 - GameCube
- 2005 : Mario Kart DS - DS
- 2005 : Mario Smash Football - GameCube
- 2005 : Mario and Luigi: Partners in Time - DS
- 2006 : New Super Mario Bros - DS
- 2006 : Mario Slam Basketball - DS
- 2006 : Yoshi's Island DS - DS
- 2007 : Mario Kart Arcade GP 2 - Arcade
- 2007 : Mario Strikers Charged Football - Wii
- 2007 : Mario Party 8 - Wii
- 2007 : Mario et Sonic aux Jeux olympiques - Wii & DS
- 2007 : Mario Party DS - DS
- 2008 : Super Smash Bros. Brawl - Wii
- 2008 : Mario Kart Wii - Wii
- 2008 : Mario Super Sluggers - Wii
- 2009 : Mario et Sonic aux Jeux olympiques d'hiver - Wii & DS
- 2009 : New Super Mario Bros. Wii - Wii
- 2010 : Super Mario Galaxy 2 - Wii
- 2010 : Mario Sports Mix - Wii
- 2011 : Mario et Sonic aux Jeux olympiques de Londres 2012 - Wii & 3DS
- 2011 : Mario Kart 7 - 3DS
- 2011 : Course à la fortune - Wii
- 2012 : Mario Party 9 - Wii
- 2012 : Mario Tennis Open - 3DS
- 2012 : New Super Mario Bros. U - Wii U
- 2013 : New Super Luigi U - Wii U
- 2013 : Mario and Luigi: Dream Team Bros. - 3DS
- 2013 : Mario Kart Arcade GP DX - Arcade
- 2013 : Sonic Lost World (DLC Yoshi) - Wii U
- 2013 : Mario et Sonic aux Jeux olympiques de Sotchi 2014 - Wii U
- 2013 : Mario Party: Island Tour - 3DS
- 2014 : Yoshi's New Island - 3DS
- 2014 : Mario Golf: World Tour - 3DS
- 2014 : Mario Kart 8 - Wii U
- 2014 : Super Smash Bros. for Nintendo 3DS / for Wii U - 3DS & Wii U
- 2015 : Mario Party 10 - Wii U
- 2015 : Puzzle and Dragons: Super Mario Bros. Edition
- 2015 : Yoshi's Woolly World - Wii U
- 2015 : Super Mario Maker - Wii U
- 2015 : Mario Tennis: Ultra Smash - Wii U
- 2015 : Mario and Luigi: Paper Jam Bros. - 3DS
- 2016 : Mario et Sonic aux Jeux olympiques de Rio 2016 - Wii U & 3DS
- 2016 : Paper Mario: Color Splash - Wii U
- 2016 : Mario Party: Star Rush - 3DS
- 2016 : Super Mario Run - iOS & Android
- 2017 : Mario Sports Superstars - 3DS
- 2017 : Mario Kart 8 Deluxe - Switch
- 2017 : Mario + The Lapins Crétins: Kingdom Battle - Switch
- 2017 : Mario and Luigi: Superstar Saga + Les Sbires de Bowser - 3DS
- 2017 : Super Mario Odyssey - Switch
- 2017 : Mario Party: The Top 100 - 3DS
- 2018 : Mario Tennis Aces - Switch
- 2018 : Super Mario Party - Switch
- 2018 : Super Smash Bros. Ultimate - Switch
- 2019 : New Super Mario Bros. U Deluxe - Switch
- 2019 : Yoshi's Crafted World - Switch
- 2019 : Super Mario Maker 2 - Switch
- 2019 : Dr. Mario World - iOS & Android
- 2019 : Mario Kart Tour - iOS & Android
- 2019 : Mario et Sonic aux Jeux olympiques de Tokyo 2020 - Switch
- 2020 : Super Mario 3D All Stars - Switch
- 2020 : Mario Kart Live: Home Circuit - Switch
- 2021 : Mario Golf: Super Rush - Switch
- 2021 : Mario Party Superstars - Switch
- 2022 : Mario Strikers: Battle League Football - Switch
- 2023 : Super Mario Bros. Wonder - Switch
- 2023 : Super Mario RPG - Switch
- 2024 : Paper Mario: La Porte millénaire - Switch
- 2024 : Super Mario Party Jamboree - Switch
- 2024 : Mario et Luigi : L'Épopée fraternelle - Switch
- 2025 : Mario Kart World - Switch 2

## Description

### Apparence
Les Yoshis sont des créatures d'apparence reptilienne possédant un nez rond et relativement conséquent (ce qui leur assure un flair peu commun), de grands yeux curieux et une très longue langue qui leur permet d'attraper de la nourriture. Ils ont une petite queue très robuste, une carapace ou une selle rouge sur le dos pouvant accueillir cavalier, trois écailles orange ou rouge sur la nuque et la tête, et des pieds assez larges munis de bottes. Celles-ci permettent, selon les jeux, de marcher sur des ennemis à piquants ou de se déplacer avec aisance dans les airs en moulinant des pieds.

### Capacités
Yoshi possède un large panel offensif, utilisant sa queue, sa tête et ses pieds pour attaquer ses adversaires. L'une de ses attaques les plus classiques est "l'attaque rodéo", une charge au sol rapide et dévastatrice qu'il utilise pour la première fois dans Yoshi's Island et que Mario utilisera de même à partir de Super Mario 64 (on peut donc supposer que c'est Yoshi qui le lui a appris). Son autre atout principal est sa longue langue visqueuse proche de celle d'un caméléon qu'il utilise pour attraper ses adversaires, récupérer des objets lointains, voire pour s'en servir comme grappin. Dans Yoshi's Island, des bulles magiques leur permettent de se métamorphoser temporairement en véhicules tels qu'une locomotive, un hélicoptère, une automobile, un sous-marin ou un tank foreur ; à ceux-ci s'ajoutent le marteau-piqueur, la montgolfière, le chariot minier et le bobsleigh dans Yoshi's New Island.

### Alimentation
Les Yoshis sont en apparence frugivore, raffolant des nombreux et divers fruits produits par l'Arbre du Bonheur (pommes, raisins, pastèques, bananes et melons), ainsi que des productions de l'île Delfino. Chaque Yoshi a ses goûts favoris mais tous ont une préférence pour le melon cantaloup. Les Yoshis spécifiques à l'île Delfino ont développé des goûts particuliers : les oranges aiment les papayes et les ananas, les roses préfèrent les bananes et les noix de coco et les violets les durians et les piments. Ce dernier n'est généralement pas du goût de tous les Yoshis et seuls les blancs, les noirs et les violets semblent l'apprécier ; les autres le détestent et peuvent même détaler à toutes jambes après en avoir goûté un. Les Yoshis ont également découvert un aspect offensif aux pastèques, crachant leurs pépins sur leurs adversaires, et certaines pastèques spéciales rouges et bleues leur permettent de cracher respectivement des salves de feu et de glace.
En plus de ce régime, les Yoshis sont capables d'avaler tout type de créature lui barrant la route, mais pas forcément à des fins nutritives. Les ennemis gobés sont instantanément digérés et pondus dans un œuf que Yoshi peut alors utiliser comme projectile pour activer des mécanismes ou se défaire d'ennemis coriaces en visant leurs points faibles. En fonction des jeux, un ennemi plus ou moins gros pourra donner un œuf de taille correspondante (ce qui peut donner lieu à des œufs gigantesques dans Yoshi's New Island). Les Yoshis semblent avoir un estomac très robuste, puisqu'ils sont capables de digérer des objets pointus tels que des cactus ou des poissons à pics. Dans la série Super Smash Bros. (et quelques titres sportifs), Yoshi est également capable de se cacher à l'intérieur d'une coquille d’œuf instantanément générée, à la fois pour se défendre et pour rouler sur ses opposants. Son Final Smash dans cette série (nommé le "Super Dragon") est une combinaison de tous les pouvoirs de carapaces de Super Mario World (voir ci-dessous).

### Couleurs et pouvoirs
Les Yoshis ont le ventre blanc jusqu'au menton et sont d'une couleur unie, généralement verts qui est la couleur de celui rencontré en premier par Mario et vraisemblablement la plus répandue chez les Yoshis ; ils sont toutefois de couleurs très variées, et leur œufs sont blancs tachetés de points de la couleur correspondante. La couleur du Yoshi symbolise parfois un pouvoir spécifique à celui-ci, mais ces capacités diffèrent en fonction des jeux. Dans Super Mario World 2: Yoshi's Island, les Yoshis sont d'une couleur différente à chaque niveau mais n'ont pas d'aptitude particulières. De même, les jeux permettant de changer à loisir la couleur de Yoshi comme Mario Kart 8 ou Super Smash Bros. ne sont généralement que des choix cosmétiques et n'ont aucune incidence sur ses pouvoirs et le gameplay.
Dans Super Mario World, il y a en plus des verts des Yoshis bleus, jaunes et rouges. Ceux-ci peuvent respectivement voler, faire des ondes de choc et cracher du feu dès qu'ils mangent une carapace de Koopa. En fonction de la couleur de la carapace, le Yoshi aura également une capacité supplémentaire (par exemple, un Yoshi rouge avec une carapace bleue pourra voler et cracher du feu). Dans Yoshi's Story, chacun des six Yoshis a un pouvoir selon sa couleur. Le vert plane plus longtemps, le rouge a une plus grande langue, le bleu est plus rapide, le bleu ciel saute plus haut, le jaune a des charges au sol plus dévastatrices et le rose a un meilleur flair. S'ajoutent deux Yoshis supplémentaires à débloquer : le noir et le blanc, pour qui tous les fruits rapportent autant qu'un fruit préféré, dont les œufs produisent une plus grosse explosion et qui peuvent manger des choses immangeables pour les autres couleurs comme les piments.
Dans Super Mario Sunshine, il existe quatre couleurs de Yoshi : vert, orange, rose et violet. Les Yoshis de ce jeu restent enfermés dans leur œuf tant qu'on ne leur apporte pas leur fruit préféré. Une fois les Yoshis éclos, Mario peut les chevaucher mais ils possèdent une "jauge d'estomac" descendant progressivement et qui doit être régulièrement remplie en mangeant le fruit préféré du Yoshi. Ils peuvent également cracher un liquide spécial transformant les ennemis en blocs respectivement immobile, bougeant horizontalement et bougeant verticalement mais cela diminue leur jauge plus vite. Point très spécifique : ceux-ci se dissolvent instantanément dans l'eau. Une fois que la "jauge d'estomac" est presque vide, il reprend sa couleur originale pendant quelques secondes. Dans Super Mario Galaxy 2, il n'y a que le Yoshi vert, mais celui-ci change de couleur et de capacités en fonction du fruit mangé : les fruits roses donnent un fragment étoile, les fruits oranges libèrent un anneau étoile (il n'y en a qu'un dans le jeu), les fruits jaunes permettent à Yoshi d'éclairer l'obscurité, les bleus gonflent Yoshi comme une baudruche et lui permettent de flotter et les rouges le font courir très vite.